# Sam C. Sarkesian

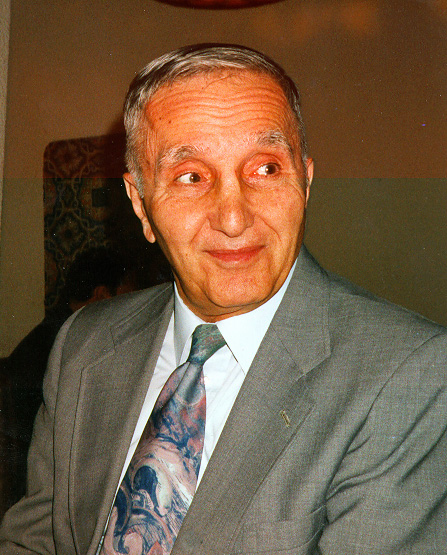
Sam C. Sarkesian

Sam Charles Sarkesian (* 7. November 1927 in Chicago, Illinois; † 26. September 2011 ebenda) war ein US-amerikanischer Offizier (Lieutenant Colonel) und Politikwissenschaftler. Er war Professor an der Loyola University Chicago.

## Leben
Sarkesian studierte am Militärcollege The Citadel (B.A. 1951) in Charleston, South Carolina und erwarb später einen M.A. (1962) und Ph.D. (1969) in Politikwissenschaft an der Columbia University in New York.
Er diente in der 10th Special Forces Group der US Army im Koreakrieg; mit der 11th Airborne Division war er in der BRD und mit der 1st Infantry Division im Vietnamkrieg eingesetzt. 1970 trat er außer Dienst; sein letzter Dienstgrad war Lieutenant Colonel.
Sarkesian war Instructor am Social Science Department der U.S. Military Academy in West Point, New York und später Professor für Politikwissenschaft an der Loyola University Chicago in Illinois, wo er Chairman des Department of Political Science wurde. Sarkesian forschte u. a. zu Militärregimen in Afrika; er publizierte zahlreiche Bücher und Fachaufsätze.
Sarkesian war u. a. Mitglied der American Political Science Association (APSA). Von 1982 bis 1989 war er Chairman und Präsident des Inter-University Seminar on Armed Forces and Society (IUS) in Chicago. Außerdem war er Präsident der Study Group on Armed Forces and Society der International Political Science Association (IPSA).
Er war verheiratet und Vater von drei Kindern.

## Auszeichnungen
Militärische Orden
- Legion of Merit
- Army Commendation Medal
- Bronze Star (mit Combat “V” und Eichenlaub)
- Combat Infantryman Badge

Weitere Auszeichnungen
- 2005: Morris Janowitz Career Achievement Award, Inter-University Seminar on Armed Forces and Society

## Schriften (Auswahl)
- The Professional Army Officer in a Changing Society. Nelson-Hall, Chicago 1975, ISBN 0-911012-62-1.
- (Hrsg.): Revolutionary Guerrilla Warfare. Precedent Publishing, Chicago 1975, ISBN 0-913750-05-0.
- mit James H. Buck: Comparative Politics: An Introduction. Alfred, Sherman Oaks 1979, ISBN 0-88284-067-3.
- (Hrsg.): Defense Policy and the Presidency: Carter's First Years Boulder. Westview Press, Boulder 1979, ISBN 0-89158-273-8.
- Beyond the Battlefield: The New Military Professionalism. Pergamon Press, New York 1981, ISBN 0-08-027178-2.
- America’s Forgotten Wars: The Counterrevolutionary Past and Lessons for the Future. Greenwood Press, Westport 1984, ISBN 0-313-24019-1.
- The New Battlefield. The United States and Unconventional Conflicts (= Contributions in Military Studies. Nr. 54). Greenwood Press, New York 1986, ISBN 0-313-24890-7.
- mit John Allen Williams (Hrsg.): The U.S. Army in a New Security Era. Lynne Rienner Publishers, Boulder 1990, ISBN 1-55587-191-7.
- mit John Allen Williams, Fred B. Bryant: Soldiers, Society, and National Security. Lynne Rienner Publishers, Boulder 1995, ISBN 1-55587-273-5.
- mit Robert E. Connor, Jr: The US Military Profession into Twenty First Century. War, Peace and Politics. Frank Cass Publishers, London 1999, ISBN 0-7146-4919-8.
- mit John Allen Williams, Stephen J. Cimbala: U.S. National Security. Policymakers, Processes, and Politics. 4. Auflage, Lynne Rienner Publishers, London 2008, ISBN 978-1-58826-856-3.